# VISA (mikrobiologia)
VISA (ang. vancomycin-intermediate Staphylococcus aureus czyli Staphylococcus aureus średniooporny na wankomycynę) –  szczep gronkowca złocistego ze zmniejszoną wrażliwością na działanie antybiotyku wankomycyny.